# Kvalifikace na Mistrovství světa ve fotbale 1986 (CAF)
Kvalifikace na Mistrovství světa ve fotbale 1986 zóny CAF určila 2 účastníky závěrečného turnaje.
V africké kvalifikaci byly čtyři fáze hrané vyřazovacím systémem doma a venku. Nejlepší 3 týmy byly nasazeny přímo do druhé fáze, zatímco zbylých 26 účastníků začínalo v první fázi. Dva vítězové čtvrté fáze postoupili na závěrečný turnaj.

## První fáze
| Datum                  | Domácí   | Výsledek | Hosté    |
| ---------------------- | -------- | -------- | -------- |
| 28. srpna 1984, Káhira | Egypt    | 1 – 0    | Zimbabwe |
| 30. září 1984, Harare  | Zimbabwe | 0 – 0    | Egypt    |

Egypt postoupil do druhé fáze díky celkovému vítězství 2-1.
| Datum                       | Domácí  | Výsledek | Hosté   |
| --------------------------- | ------- | -------- | ------- |
| 13. října 1984, Nairobi     | Keňa    | 2 – 1    | Etiopie |
| 28. října 1984, Addis Abeba | Etiopie | 3 – 3    | Keňa    |

Keňa postoupila do druhé fáze díky celkovému vítězství 5-4.
| Datum                       | Domácí    | Výsledek | Hosté     |
| --------------------------- | --------- | -------- | --------- |
| 15. července 1984, Curepipe | Mauricius | 0 – 1    | Malawi    |
| 28. července 1984, Lilongwe | Malawi    | 4 – 0    | Mauricius |

Malawi postoupilo do druhé fáze díky celkovému vítězství 5-0.
| Datum                    | Domácí | Výsledek | Hosté  |
| ------------------------ | ------ | -------- | ------ |
| 29. července 1984, Ndola | Zambie | 3 – 0    | Uganda |
| 25. srpna 1984, Kampala  | Uganda | 1 – 0    | Zambie |

Zambie postoupila do druhé fáze díky celkovému vítězství 3-1.
| Datum                   | Domácí | Výsledek | Hosté  |
| ----------------------- | ------ | -------- | ------ |
| 13. října 1984, Mwanza  | Libye  | 1 – 1    | Gambie |
| 27. října 1984, Chartúm | Gambie | 0 – 0    | Libye  |

Celkové skóre dvojzápasu bylo 1-1. Súdán postoupil do druhé fáze díky více vstřeleným brankám na hřišti soupeře.
| Datum                     | Domácí       | Výsledek | Hosté        |
| ------------------------- | ------------ | -------- | ------------ |
| 30. června 1984, Freetown | Sierra Leone | 0 – 1    | Maroko       |
| 15. července 1984, Rabat  | Maroko       | 4 – 0    | Sierra Leone |

Maroko postoupilo do druhé fáze díky celkovému vítězství 5-0.
| Datum                     | Domácí  | Výsledek | Hosté   |
| ------------------------- | ------- | -------- | ------- |
| 28. října 1984, Cotonou   | Benin   | 0 – 2    | Tunisko |
| 13. listopadu 1984, Tunis | Tunisko | 4 – 0    | Benin   |

Tunisko postoupilo do druhé fáze díky celkovému vítězství 6-0.
| Datum                     | Domácí            | Výsledek | Hosté             |
| ------------------------- | ----------------- | -------- | ----------------- |
| 21. října 1984, Abidžan   | Pobřeží slonoviny | 4 – 0    | Gambie            |
| 4. listopadu 1984, Banjul | Gambie            | 3 – 2    | Pobřeží slonoviny |

Pobřeží slonoviny postoupilo do druhé fáze díky celkovému vítězství 6-3.
| Datum                       | Domácí  | Výsledek | Hosté   |
| --------------------------- | ------- | -------- | ------- |
| 20. října 1984, Lagos       | Nigérie | 3 – 0    | Libérie |
| 4. listopadu 1984, Monrovia | Libérie | 0 – 1    | Nigérie |

Nigérie postoupila do druhé fáze díky celkovému vítězství 4-0.
| Datum                    | Domácí  | Výsledek      | Hosté   |
| ------------------------ | ------- | ------------- | ------- |
| 1. července 1984, Luanda | Angola  | 1 – 0         | Senegal |
| 15. července 1984, Dakar | Senegal | 1 – 0(prodl.) | Angola  |

Celkové skóre dvojzápasu bylo 1-1. Angola zvítězila na penalty 4-3 a postoupila do druhé fáze.
- Lesotho se vzdalo účasti, takže  Madagaskar postoupil do druhé fáze bez boje.
- Togo se vzdalo účasti, takže  Guinea postoupila do druhé fáze bez boje.
- Niger se vzdal účasti, takže  Libye postoupila do druhé fáze bez boje.

## Druhá fáze
| Datum                   | Domácí  | Výsledek | Hosté   |
| ----------------------- | ------- | -------- | ------- |
| 7. dubna 1985, Lusaka   | Zambie  | 4 – 1    | Kamerun |
| 21. dubna 1985, Yaoundé | Kamerun | 1 – 1    | Zambie  |

Zambie postoupila do třetí fáze díky celkovému vítězství 5-2.
| Datum                    | Domácí | Výsledek | Hosté  |
| ------------------------ | ------ | -------- | ------ |
| 7. dubna 1985, Rabat     | Maroko | 2 – 0    | Malawi |
| 21. dubna 1985, Lilongwe | Malawi | 0 – 0    | Maroko |

Maroko postoupilo do třetí fáze díky celkovému vítězství 2-0.
| Datum                   | Domácí   | Výsledek | Hosté    |
| ----------------------- | -------- | -------- | -------- |
| 31. března 1985, Luanda | Angola   | 0 – 0    | Alžírsko |
| 19. dubna 1985, Alžír   | Alžírsko | 3 – 2    | Angola   |

Alžírsko postoupilo do třetí fáze díky celkovému vítězství 3-2.
| Datum                  | Domácí  | Výsledek | Hosté   |
| ---------------------- | ------- | -------- | ------- |
| 6. dubna 1985, Nairobi | Keňa    | 0 – 3    | Nigérie |
| 20. dubna 1985, Lagos  | Nigérie | 3 – 1    | Keňa    |

Nigérie postoupila do třetí fáze díky celkovému vítězství 6-1.
| Datum                        | Domácí     | Výsledek | Hosté      |
| ---------------------------- | ---------- | -------- | ---------- |
| 5. dubna 1985, Káhira        | Egypt      | 1 – 0    | Madagaskar |
| 21. dubna 1985, Antananarivo | Madagaskar | 1 – 0    | Egypt      |

Celkové skóre dvojzápasu bylo 1-1. Egypt zvítězil 4-2 na penalty a postoupil do třetí fáze.
| Datum                   | Domácí  | Výsledek | Hosté   |
| ----------------------- | ------- | -------- | ------- |
| 10. února 1985, Conakry | Guinea  | 1 – 0    | Tunisko |
| 24. února 1985, Tunis   | Tunisko | 2 – 0    | Guinea  |

Tunisko postoupilo do třetí fáze díky celkovému vítězství 2-1.
| Datum                    | Domácí | Výsledek | Hosté |
| ------------------------ | ------ | -------- | ----- |
| 22. února 1985, Chartúm  | Súdán  | 0 – 0    | Libye |
| 8. března 1985, Tripolis | Libye  | 4 – 0    | Súdán |

Libye postoupila do třetí fáze díky celkovému vítězství 4-0.
| Datum                  | Domácí            | Výsledek | Hosté             |
| ---------------------- | ----------------- | -------- | ----------------- |
| 7. dubna 1985, Abidžan | Pobřeží slonoviny | 0 – 0    | Ghana             |
| 21. dubna 1985, Accra  | Ghana             | 2 – 0    | Pobřeží slonoviny |

Ghana postoupila do třetí fáze díky celkovému vítězství 2-0.

## Třetí fáze
| Datum                     | Domácí   | Výsledek | Hosté    |
| ------------------------- | -------- | -------- | -------- |
| 13. července 1985, Alžír  | Alžírsko | 2 – 0    | Zambie   |
| 28. července 1985, Lusaka | Zambie   | 0 – 1    | Alžírsko |

Alžírsko postoupilo do čtvrté fáze díky celkovému vítězství 3-0.
| Datum                    | Domácí  | Výsledek | Hosté   |
| ------------------------ | ------- | -------- | ------- |
| 6. července 1985, Lagos  | Nigérie | 1 – 0    | Tunisko |
| 20. července 1985, Tunis | Tunisko | 2 – 0    | Nigérie |

Tunisko postoupilo do čtvrté fáze díky celkovému vítězství 2-1.
| Datum                       | Domácí | Výsledek | Hosté |
| --------------------------- | ------ | -------- | ----- |
| 14. července 1985, Accra    | Ghana  | 0 – 0    | Libye |
| 26. července 1985, Benghází | Libye  | 2 – 0    | Ghana |

Libye postoupila do čtvrté fáze díky celkovému vítězství 2-0.
| Datum                         | Domácí | Výsledek | Hosté  |
| ----------------------------- | ------ | -------- | ------ |
| 12. července 1985, Káhira     | Egypt  | 0 – 0    | Maroko |
| 28. července 1985, Casablanca | Maroko | 2 – 0    | Egypt  |

Maroko postoupilo do čtvrté fáze díky celkovému vítězství 2-0.

## Čtvrtá fáze
| Datum                 | Domácí   | Výsledek | Hosté    |
| --------------------- | -------- | -------- | -------- |
| 6. října 1985, Tunis  | Tunisko  | 1 – 4    | Alžírsko |
| 18. října 1985, Alžír | Alžírsko | 3 – 0    | Tunisko  |

Alžírsko zvítězilo celkovým skóre 7-1 a postoupilo na Mistrovství světa ve fotbale 1986.
| Datum                    | Domácí | Výsledek | Hosté  |
| ------------------------ | ------ | -------- | ------ |
| 6. října 1985, Rabat     | Maroko | 3 – 0    | Libye  |
| 18. října 1985, Benghází | Libye  | 1 – 0    | Maroko |

Maroko zvítězilo celkovým skóre 3-1 a postoupilo na Mistrovství světa ve fotbale 1986.